# Bay Éva
Bay Éva (Kecskemét, 1952. augusztus 30. –) magyar televíziós bemondó, műsorvezető.

## Pályája
1972-ben érettségizett, 1978-ban előadóművészi vizsgát tett. Az ELTE Bölcsészettudományi Karán, esztétika szakon végzett. Nyert szavalóversenyt és rendezett színdarabot is. 1972–1976 között a Technoimpex Külkereskedelmi Vállalat dolgozott mint bonyolító, majd színész szülei, barátai unszolására adta be jelentkezését a Magyar Televízióhoz, melynek 1976–1999 között munkatársa volt, bemondó és műsorvezetőként. A bemondó szakmát Fischer Sándor stúdiójában tanulta, három hónap elteltével került adásba. Hat éven keresztül Híradózott, az Ablak című közéleti magazinban, valamint nótaműsorokban, a Falutévében, és az Ötös- és a Hatoslottó-sorsolásokban is dolgozott. Utóbbi sorsolást 2011. március 27-ig vezette, amikor is az azt következő vasárnapon fia, Marczali László váltotta, és ő vezette a sorsolást egészen 2020. augusztus 16-ig. Több könnyűzenei műsort és televíziós esztrád műsorokat is vezetett. Az Iskolatelevízió munkatársaival felkeresték többször is az egykori Jugoszlávia területén lévő kis településeket és Eszéket, ahol előadásokat tartottak.
Az elmúlt évtizedekben konferált országos divatbemutatókat, gálaműsorokat, lottóshowkat, önálló esteket, versenyeket, városi napokat, létesítmény-avatókat és kiállítás megnyitókat. Előadóművészként járt a Felvidéken, Erdélyben és Ukrajna magyarlakta városaiban is. 2003–2004 között a Rádió 17 munkatársa volt, négy órás élő adást szerkesztett és vezetett. A Budakalász Tévében főzőműsora volt és rovattal is rendelkezett az Extra Férfi Magazinban. Jelenleg az EuTIKET nevű Kft. tagja, illemet, etikettet és protokollt tanít, valamint Gór Nagy Mária Színi-Tanodájában oktató. Rendezvényeken is vezet műsort külön felkérésre.
Pár éve lakáséttermet indított szentendrei házukban.

## Magánélete
Szülei Bay Gyula és Papp Ibolya, mindketten színészek voltak.
1985-ben házasságot kötött Marczali László operatőr, párbajtőr bajnokkal, akinek az első házasságából született fia, Tamás (1979). Közös gyermekük László, 1985-ben született.